# Parco nazionale di Satchari

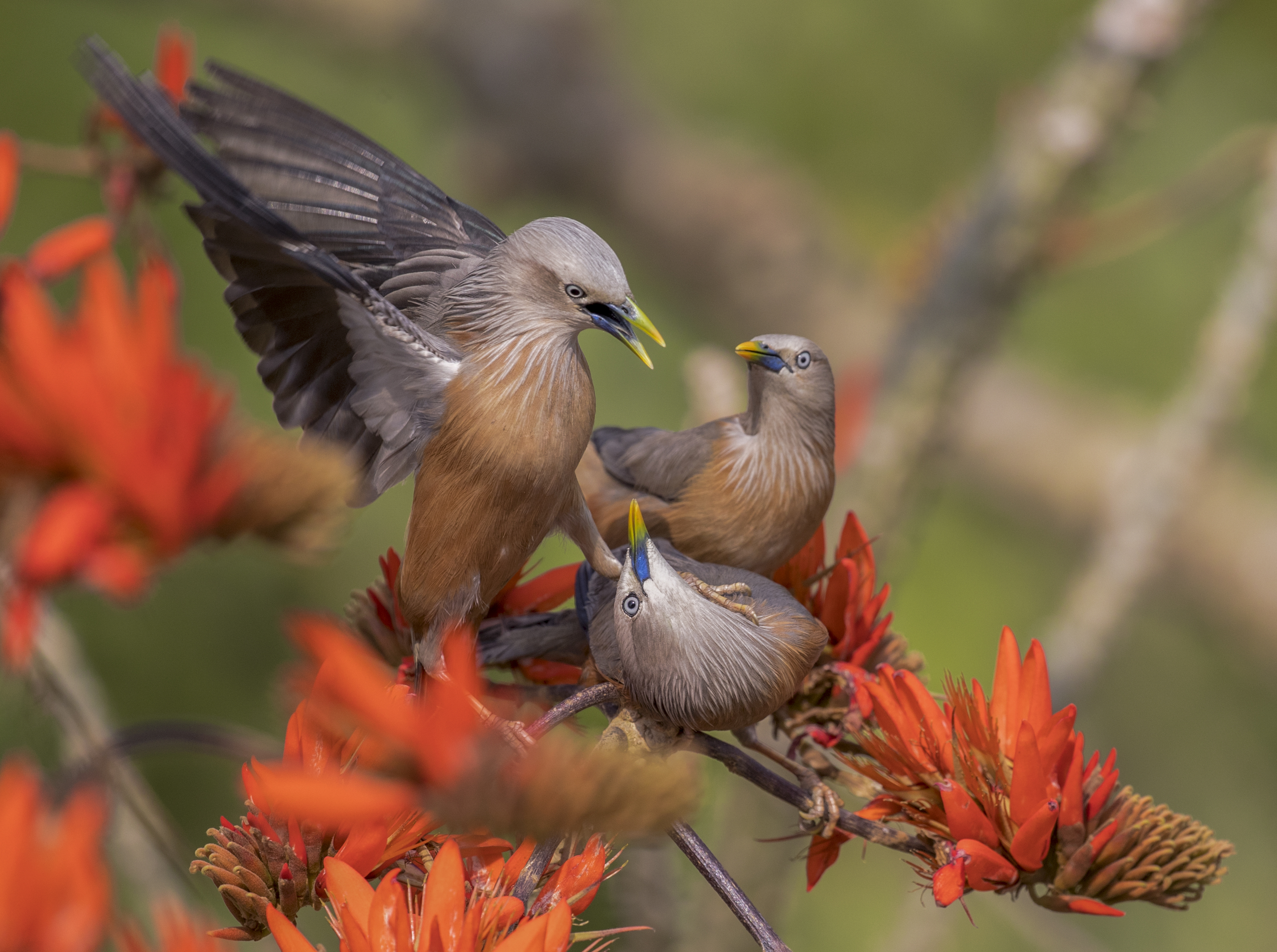
Storni codacastana nel parco

Il parco nazionale di Satchari (bengali: সাতছড়ি) è un parco nazionale del Bangladesh, situato nel distretto di Habiganj (in particolare sulla collina Raghunandan, nell'upazila Chunarughat), a 130 km dalla capitale Dhaka. Il parco è stato istituito nel 2005 su 2,43 km² di terreno.
Il nome "Satchari" in bengalese significa "sette ruscelli", nome che deriva dai sette corsi d'acqua che scorrono nella zona.
L'unico villaggio presente nel parco, Tiprapara, è abitato da 23 o 24 famiglie di etnia Tripuri.
Tra gli animali presenti ci sono i gibboni Ulok, i langur di Phayre, i gatti viverrini, i picchi pigmei e i buceri orientali; tra le piante, sono molto diffusi gli eucalipti e le acacie.